# Komondor
Il komondor è una razza canina ungherese riconosciuta dalla FCI (standard n. 53, gruppo 1, sezione 1).

## Storia
Secondo lo studioso ungherese Paolo Honsch, gli antenati del Komondor giunsero in Ungheria e poi in Europa assieme al popolo dei Cumani nella prima metà del XIII secolo. Suoi discendenti sarebbero gli imponenti cani originari del Tibet. In Europa è arrivato dalle steppe asiatiche al seguito degli Unni che lo utilizzavano non solo come custode delle greggi ma anche nei combattimenti. L'attuale Ungheria è la sua "patria di elezione". In alcuni documenti del 1500 è menzionato per la prima volta come il miglior aiutante dei pastori. Proprio i pastori ne continuarono la selezione in modo tale da mantenere intatte le prerogative di guardiano sempre vigile e, soprattutto, di immediato esecutore degli ordini. Nel 1920 venne redatto uno standard che precisava i diversi caratteri del komondor. Da allora questa razza divenne molto popolare anche all'estero soprattutto negli Stati Uniti.

## Descrizione
La coda inserita bassa, distintamente pendente, ha l'estremità incurvata verso l'orizzontale. In eccitazione si alza fino a livello del dorso. L'unico colore accettato è il bianco uniforme. La pelle è però pigmentata color grigio-ardesia. L'intero corpo è ricoperto da una folta pelliccia cordata, formata da un pelo di copertura più ruvido e da un morbido sotto pelo. Gli occhi sono posti dritti e di colore marrone scuro. Le orecchie, di media lunghezza, rimangono inserite all'altezza del cranio, ricadendo pendenti. La testa è larga ma fine e proporzionata al corpo. Cranio convesso, più lungo del muso. Stop percettibile. Fronte larga. I piedi sono larghi e compatti. Come per molti cani, di razza e non, eventuali speroni devono essere controllati e tagliati periodicamente, prima che si possano spezzare e sanguinare od incarnire.

## Carattere

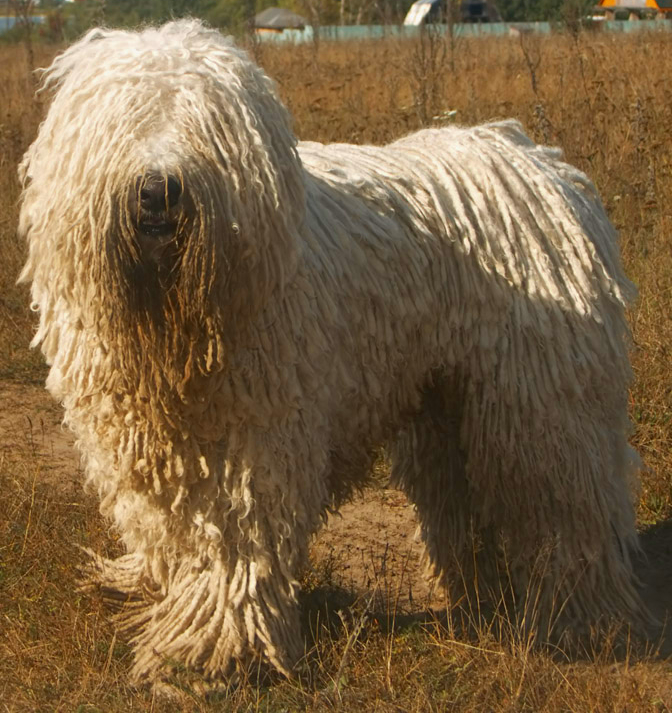
Komondor

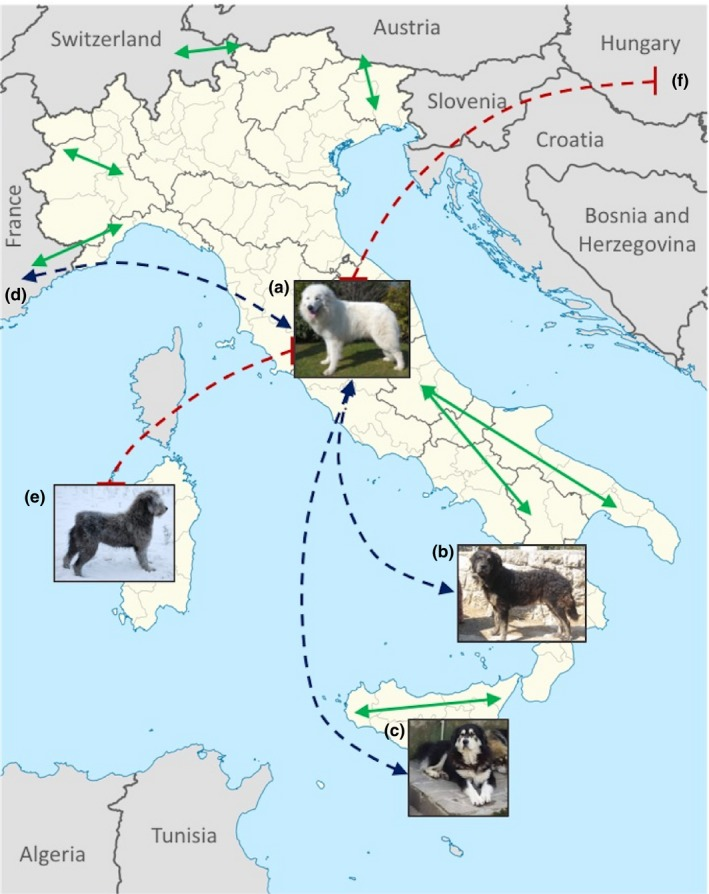
Transumanza e aplotipi delle razze da pastore italiane, parentela del cane di Fonni con il komondor

Si dice che il komondor ubbidisca immediatamente anche in fase di attacco se il proprietario gli ordina di fermarsi. L'ubbidienza è infatti una delle doti più spiccate di questo imponente cane apprezzato dai pastori magiari. È un cane che grazie al suo aspetto morfologico non passa inosservato, nel contempo ha un'indole perlopiù tranquilla ma sempre attenta e diffidente. In passato è stato selezionato anche per il combattimento. Solo dopo molte generazioni ed un accurato lavoro di selezione dei riproduttori, si è potuto ottenere il cane attuale. È un ottimo cane da guardia, sempre pronto a difendere la famiglia ed il territorio dove vive.

## Cure
Una volta avviata la formazione delle tipiche "corde", non c'è più bisogno di effettuare una particolare toelettatura, salvo nel mantenerle libere da nodi con accurate cardature o snodature manuali, specie per un cane che viva anche in casa. Come per il bergamasco andranno preservate le corde ma tolti i nodi, affinché non risulti maleodorante in quanto i nodi contengono sempre dello sporco. Come nel caso del pastore bergamasco anche per il komondor il mantello non rappresenta quindi un grosso problema, se mantenuto pulito e controllato, e specie se è destinato anche a vita cittadina o domestica. Bisogna presentare particolare attenzione al pericolo dei parassiti esterni che possono annidarsi in un pelame così folto e provocare danni anche seri alla salute generale del cane.

## Diffusione
Nel 2012 un solo cucciolo è stato iscritto al libro genealogico ENCI.